# XLI Liceum Ogólnokształcące im. Joachima Lelewela w Warszawie
XLI Liceum Ogólnokształcące im. Joachima Lelewela – liceum ogólnokształcące w Warszawie.

## Historia szkoły
Początki szkoły sięgają roku 1920, kiedy to przy ulicy Złotej 53 powstało gimnazjum męskie im. Joachima Lelewela. W następnych latach przy szkole otworzono także liceum.
W czasie wojny Gimnazjum i Liceum im. Lelewela prowadziło kursy przygotowawcze, tajne komplety i wydało 36 matur. Okres okupacji pochłonął wiele ofiar wśród uczniów i absolwentów. W 1940 wywieziono do obozów koncentracyjnych dużą grupę harcerzy, wielu rozstrzelano. Również wychowawcy brali czynny udział w walkach w dywizjonach lotniczych i marynarce wojennej na Zachodzie.
W powstaniu warszawskim budynek na ul. Złotej 53 uległ całkowitemu zniszczeniu i prawdopodobnie dlatego nowe władze szkolne nie powołały do życia w roku 1945 w Warszawie zespołu szkół im. Joachima Lelewela.
W 1953 przy ulicy Siemiradzkiego 2 otworzona została szkoła podstawowa, a w latach 50. przy szkole powstało liceum. Zespół szkół w roku 1961 otrzymał – dzięki staraniom absolwentów byłego Gimnazjum i Liceum przy ul. Złotej 53 – imię Joachima Lelewela. W 1965 zamknięto Szkołę Podstawową im. Joachima Lelewela i pozostało tylko liceum.
W 1984 Liceum Ogólnokształcące zostało przeniesione do budynku przy ulicy Kiwerskiej 3.
W 1935 z okazji XV-lecia istnienia Gimnazjum Państwowego im. J. Lelewela, przez ówczesną dyrekcję szkoły, opracowana została książeczka zawierająca:
- informacje o dziejach szkoły,
- wykaz absolwentów,
- listę uczniów w roku szkolnym 1934–1935,
- nauczycieli w latach 1920–1935.

Stanowi ona prawdopodobnie jedyny konkretny dokument świadczący o tym, że było takie gimnazjum w Warszawie. Książeczka ta ułatwiła po latach wojennych i powojennych odnalezienie i nawiązanie kontaktów kolegów z ławy szkolnej i z byłymi nauczycielami tego gimnazjum.
W kwietniu 1957 został zorganizowany przez absolwentów roczników maturalnych 1932–1934 zjazd wychowanków i absolwentów Gimnazjum Państwowego im. J. Lelewela w Warszawie, który skierował postulat do władz szkolnych o nadanie w Warszawie nowej szkole średniej imienia Joachima Lelewela. Kuratorium warszawskie spełniło życzenie uczestników Zjazdu i od pierwszych lat 60. istnieje w Warszawie na Żoliborzu Liceum Ogólnokształcące im. Joachima Lelewela, ostatnio przy ul. Kiwerskiej 3.
W końcu lat 80. w Muzeum na Woli (Oddział Muzeum Historycznego) przy ul. Srebrnej 12 wystawiono ekspozycję pt. „Szkoły okresu międzywojennego w Warszawie”, na której znalazły się dokumenty, zdjęcia, tarcze szkolne i materiały z tamtego okresu. Niektóre gimnazja żeńskie, jak: im. Królowej Jadwigi, im. Marii Konopnickiej, im. Juliusza Słowackiego, przedstawiły liczne materiały i fotografie. Odnośnie do Gimnazjum Państwowego im. J. Lelewela, w Muzeum znalazła się tylko wspomniana, upamiętniająca XV-lecia istnienia szkoły, książeczka pt. „Gimnazjum Państwowe im. Joachima Lelewela w Warszawie, 1920-XV-1935”, Warszawa r. 1935.
W popularnym tygodniku „Stolica” ukazywały się po wojnie artykuły o szkołach warszawskich okresu międzywojennego. Absolwent gimnazjum, Stefan Grabowski, próbował w 1986, we wspominanym tygodniku, umieścić swój artykuł o Gimnazjum Państwowym im. Joachima Lelewela w Warszawie. Redakcja „Stolica” oceniła go pozytywnie, ale żądała znacznego skrócenia artykułu i uzupełnienie o fotografię gmachu gimnazjum z tamtego okresu. Stefan Grabowski dostosował się do wymogów redakcji, ale ostatecznie zrezygnowano z tego artykułu proponując, a nawet przekazując go redakcji kwartalnika Związku Nauczycielstwa Polskiego, poświęconego dziejom wychowania i oświaty pt. „Przegląd Historyczno-Oświatowy”. W 1987 redakcja kwartalnika nawiązała kontakt ze Stefanem Grabowskim. Opracował on wówczas, można powiedzieć na zamówienie, obszerny artykuł wykorzystując między innymi dane z książeczki XV-lecia gimnazjum, ponadto przedstawiając sylwetki niektórych nauczycieli z okresu jego pobytu w szkole. Po kilku uzupełnieniach i poprawkach dokonanych na życzenie redaktora kwartalnika, zrezygnowano z tego artykułu z nieznanych bliżej powodów.
Od lat 70. z inicjatywy starszych kolegów szkolnych Stefana Grabowskiego, m.in.: Mariana Podymniaka (zmarł w roku 1981) i Jana Ziółkowskiego, grupa absolwentów, jeszcze z okresu międzywojennego, „lelewelaków”, spotykała się systematycznie w ostatni piątek każdego kwartału, w kawiarni w pobliżu miejsca gdzie stał gmach szkolny przy ul. Złotej. Właśnie dzięki nim udało się zdobyć ksero wspominanej książeczki XV-lecia gimnazjum. Na przełomie lat 1991-1992 Stefan Grabowski dowiedział się z telewizji o projektowanym Zjeździe Absolwentów i Wychowawców obecnego Liceum Ogólnokształcącego im. J. Lelewela w Warszawie przy ul. Kiwerskiej 3. Skontaktował się z dyrekcją szkoły. Przekazał wówczas ustnie sporo informacji o Gimnazjum Państwowym im. Joachima Lelewela okresu międzywojennego oraz wspominaną książeczkę XV-lecia istnienia szkoły i obszerne opracowanie przeznaczone dla kwartalnika „Przegląd Historyczno-Oświatowy”.
Do reformy edukacji w budynku liceum mieściło się Gimnazjum nr 165, a szkoły tworzyły razem Zespół Szkół nr 118 w Warszawie.

## Dyrektorzy
Źródło: oficjalna strona szkoły
| Jerzy Gadomski           | 1920–1923 |
| Bronisław Woyde          | 1923–1933 |
| Bolesław Jakubowski      | 1933–1935 |
| Józef Kozłowski          | 1933–1935 |
| Nikodem Księżopolski     | 1961–1970 |
| Aniela Łucja Podkowińska | 1970–1982 |
| Andrzej Niwiński         | 1982–1984 |
| Krystyna Wojda           | 1984–1986 |
| Jolanta Walecka          | 1986–1991 |
| Ewa Maniszewska          | 1991–1994 |
| Przemysław Seroczyński   | 1994–1997 |
| Izabela Muszyńska        | 1997–2020 |
| Katarzyna Wyszyńska      | od 2020   |

## Nauczyciele
- Anna Radziwiłł – wicedyrektor szkoły, pedagog, historyk, senator I kadencji, była wiceminister edukacji, uczestniczka obrad Okrągłego Stołu[3].

## Absolwenci i uczniowie (m.in.)
- Lech Kaczyński - Prezydent Rzeczypospolitej Polskiej w latach 2005–2010[4]
- Piotr Apel – dziennikarz i polityk, poseł na Sejm VIII kadencji[5];
- Hubert Lenk – harcerz Szarych Szeregów, kapral Armii Krajowej, uczestnik akcji pod Arsenałem, więzień Pawiaka.
- Stanisława Celińska – aktorka teatralna i filmowa[6];
- Jarosław Kaczyński – polityk, były premier RP, prezes partii Prawo i Sprawiedliwość (nie zdał jednak do XI klasy, a „po odkręceniu tego”[7] zmienił szkołę i ostatecznie ukończył XXXIII Liceum Ogólnokształcące im. Mikołaja Kopernika w Warszawie);
- Stanisław Karczewski – marszałek senatu IX Kadencji[8];
- Agnieszka Kublik – polska dziennikarka i publicystka[9];
- Paweł Piskorski – polityk, prezydent Warszawy w latach 1999-2002, poseł na Sejm RP I, III i IV kadencji, były poseł do Parlamentu Europejskiego, przewodniczący Stronnictwa Demokratycznego[6];
- Tomasz Raczek – krytyk filmowy i publicysta[6];
- Andrzej Seweryn – aktor teatralny i filmowy, reżyser[6];
- Kuba Sienkiewicz – muzyk, piosenkarz, autor tekstów, lekarz neurolog[6];
- Małgorzata Saramonowicz – pisarka i dziennikarka, autorka powieści: Siostra (1996); Lustra (1999), Sanatorium (2005) oraz scenariusza i dialogów serialu Tango z aniołem[6].
- Paweł Zalewski – polityk, wybrany na posła do Parlamentu Europejskiego 2009[10];